# 山谷祥生
山谷祥生（日语：／ Yamaya Yoshitaka，1992年2月15日—），日本男性聲優。隸屬於WITH LINE，前SPACE CRAFT成員。出身於宮城縣。

## 來歷
以聲優為夢想，便從大學中途退學。於東京動畫學院聲優演員科畢業。2013年在電視動畫《閃亂神樂》出道。2014年在《一週的朋友》中首次飾演主角。現為WITH LINE事務所的成員，前SPACE CRAFT成員。

## 人物
憧憬的聲優是福山潤。

## 演出作品
※粗體字為主要角色

### 電視動畫
2013年
- 閃亂神樂（傀儡B）
- 機巧少女不會受傷（男學生B、男學生C）

2014年
- ALDNOAH.ZERO（箕國起助）
- 一週的朋友（長谷祐樹）
- selector infected WIXOSS（男學生）
- 中二病也想談戀愛！戀（學生）
- 魔法戰爭（相羽十〈幼少期〉、男學生、巫師氣息的魔法師）
- Re:␣濱虎（光）
- 鑽石王牌（多田野樹）
- 狼少女和黑王子（男學生）

2015年
- 暗殺教室（杉野友人）
- 軍人少女！（矢野宗平[3]）
- 靈感少女（山田健太）
- 城下町的蒲公英（男學生）
- Charlotte（國中男子D）
- 流浪神差 ARAGOTO（截彌、不良）
- 雨色可可 Rainy color歡迎您的光臨！（古賀尼古拉）[4]

2016年
- 暗殺教室 第2期（杉野友人）
- 雙星之陰陽師（生野愁）
- 線上遊戲的老婆不可能是女生？（悠悠）
- 三者三葉（數學老師）
- 小桃小栗 Love Love物語（澤口理人）
- B-PROJECT〜鼓動＊Ambitious〜（助手）
- 男子啦啦隊！！（花咲薰）
- 半田君傳說（長谷川）
- 槍彈辯駁3 －The End of 希望峰學園－ 絕望篇（學生會）
- 雨色可可 in Hawaii（古賀尼古拉）
- 刀劍亂舞－花丸－（秋田藤四郎）
- TRICKSTER －來自江戶川亂步「少年偵探團」－（山根祐）

2017年
- 清戀（磯前學）
- 覆面系NOISE（男子學生1）
- 潔癖男子青山！（立花）
- 美男戰國◆雖然穿越時空卻沒有開始戀愛（石田三成）
- 地獄少女 宵伽（長田亞希良）
- 黑色五葉草（馬克斯·法蘭索瓦）
- TSUKIPRO THE ANIMATION（八重樫劍介）
- 偶像大師SideM（蒼井享介[5]）

2018年
- 續 刀劍亂舞－花丸－（秋田藤四郎）
- 爆肝工程師的異世界狂想曲（尤薩拉托亞·波爾艾南）
- 妖精森林的小不點（野蕗）
- HUG！光之美少女（阿萬野日生）
- 甜蜜懲罰～我是看守專用寵物（明神亞貴）
- 軒轅劍·蒼之曜（參狼[6]）
- 偶像大師 SideM 有理由Mini！（蒼井享介）

2019年
- 盾之勇者成名錄（川澄樹[7]）
- 放學後桌遊俱樂部（漢斯）
- 入間同學入魔了！（夏克斯・利特）
- 星合之空（飛鳥悠汰）
- 非洲的動物上班族（貓頭鷹）
- 七大罪 眾神的逆鱗（巴爾托拉（少年））

2020年
- 神推偶像登上武道館我就死而無憾（基）
- 理科生墜入情網，故嘗試證明。（式城直哉）
- A3！ SEASON SPRING & SUMMER（向坂椋）
- 無能力者娜娜（小弟C〈鶴見川蓮太郎〉）
- A3！ SEASON AUTUMN & WINTER（向坂椋）
- 月歌。THE ANIMATION 2（八重樫劍介）
- 咒術迴戰（吉野順平）

2021年
- Praeter之傷（甲斐奏）
- 入間同學入魔了！（第2期）（夏克斯・利特）
- TSUKIPRO THE ANIMATION 2（八重樫劍介）
- 大正處女御伽話（志磨珠央）
- 月與萊卡與吸血公主（法蘭茲·費爾茲曼）

2022年
- 盾之勇者成名錄 Season 2（川澄樹）
- 理科生墜入情網，故嘗試證明。r=1-sinθ（式城直哉）
- 入間同學入魔了！（第3期）（夏克斯・利特）

2023年
- FLAGLIA～暑假物語～[8]（ラブ）
- 盾之勇者成名錄 Season 3（川澄樹[9]）

2024年
- 刀劍亂舞 廻 -虛傳 燃燒的本能寺-（秋田藤四郎[10]）
- 失憶投捕（土屋和季[11]）
- 0歲幼兒全力衝刺開展第二人生（艾爾克·馮·魯克賽爾[12]）

2025年
- 0歲幼兒全力衝刺開展第二人生（第2期）（艾爾克·馮·魯克賽爾[13]）
- #空帕斯2.0：陣地攻防戰（十文字中[14]）
- 銀河特快車 Milky☆Subway（マックス[15]）
- 盾之勇者成名錄 Season 4（川澄樹[16]）

### OVA
2016年
- 流浪神差「一起拍照吧」（男B）※單行本第16卷限定版附贈DVD

### 網路動畫
2015年
- 小桃小栗 Love Love物語（澤口理人）

### 遊戲
2013年
- 妖精劍士f

2015年
- 偶像大師 SideM（蒼井享介）
- 暗殺教室 殺老師大包圍網!!（杉野友人[17]）
- 源氏戀繪卷（藤壺）
- 絕對迷宮 秘密的拇指姑娘（拉斯·克里斯汀森）
- 刀劍亂舞（秋田藤四郎）
- 夢王國與100位沉睡的王子殿下（克雷特、阿薩利[18]）
- 栽培少年（アストロ）[19]
- 美男戰國 - 穿越時空之戀（石田三成）

2016年
- #空帕斯：陣地攻防戰（十文字アタリ）
- 英國偵探Mysteria The Crown（小林誠司）

2017年
- A3!（向坂 椋）
- 動物偶像（夏月斗羽）

2020年
- 魅影再臨 EXOS HEROES（拉姆什）

2022年
- 銀白鋼鐵 x2 (布利加德)
- 宝可梦大师（阿柳）

2023年
- 神魔之塔 （馬克白、夏彥）

## 註解
1. ↑  . （原始内容存档于2014-04-07）.
2. ↑  . クランクイン!!. 2014-06-07  [2014-06-07]. （原始内容存档于2014年7月30日）.
3. ↑  . .   [2025-07-25]. （原始内容存档于2019-07-06） （日语）.
4. ↑  . 電視動畫「雨色可可」官方網站.   [2015-10-05]. （原始内容存档于2015-02-14）.
5. ↑  . 電視動畫「偶像大師 SideM」官網.   [2017-07-15]. （原始内容存档于2017-07-19）.
6. ↑  . 電視動畫「軒轅劍·蒼之曜」官方網站.   [2018-08-12]. （原始内容存档于2018-10-02）.
7. ↑  . 電視動畫「盾之勇者成名錄」官方網站.   [2018-08-09]. （原始内容存档于2019-01-15）.
8. ↑  . Comic Natalie. 2022-11-25  [2022-11-25]. （原始内容存档于2022-11-26） （日语）.
9. ↑  . Comic Natalie. 2023-04-07  [2023-04-07]. （原始内容存档于2023-04-09） （日语）.
10. ↑  . Comic Natalie. 2024-02-12  [2024-02-12]. （原始内容存档于2024-02-13） （日语）.
11. ↑  . Comic Natalie. 2023-12-17  [2023-12-17]. （原始内容存档于2023-12-19） （日语）.
12. ↑  . Comic Natalie. 2024-06-04  [2024-06-04]. （原始内容存档于2024-07-06） （日语）.
13. ↑  . Comic Natalie. 2024-12-01  [2024-12-01] （日语）.
14. ↑  . Comic Natalie. 2024-04-28  [2024-04-28]. （原始内容存档于2024-04-28） （日语）.
15. ↑  . Comic Natalie. 2025-06-25  [2025-06-25] （日语）.
16. ↑  . Comic Natalie. 2025-04-21  [2025-04-21]. （原始内容存档于2025-04-21） （日语）.
17. ↑  . 暗殺教室 殺せんせー大包囲網!!.   [2014-12-22]. （原始内容存档于2014-12-22）.
18. ↑  . 夢王国と眠れる100人の王子様.   [2015-02-21]. （原始内容存档于2015-02-21）.
19. ↑  . Nexision栽培少年官網.   [2015年5月17日]. （原始内容存档于2015年5月8日） （日语）.

## 外部連結
- （日語）山谷祥生個人檔案